# Delsberg
Delsberg (französisch Delémont ([dəlemɔ̃], regional [dlemɔ̃]), familiär Dlém, schweizerdeutsch Dälschbrg oder Däuschbrg, mittellateinisch Delemons) ist eine politische Gemeinde sowie der Hauptort des schweizerischen Kantons Jura und dessen Bezirkes Delsberg.

## Geographie

### Lage

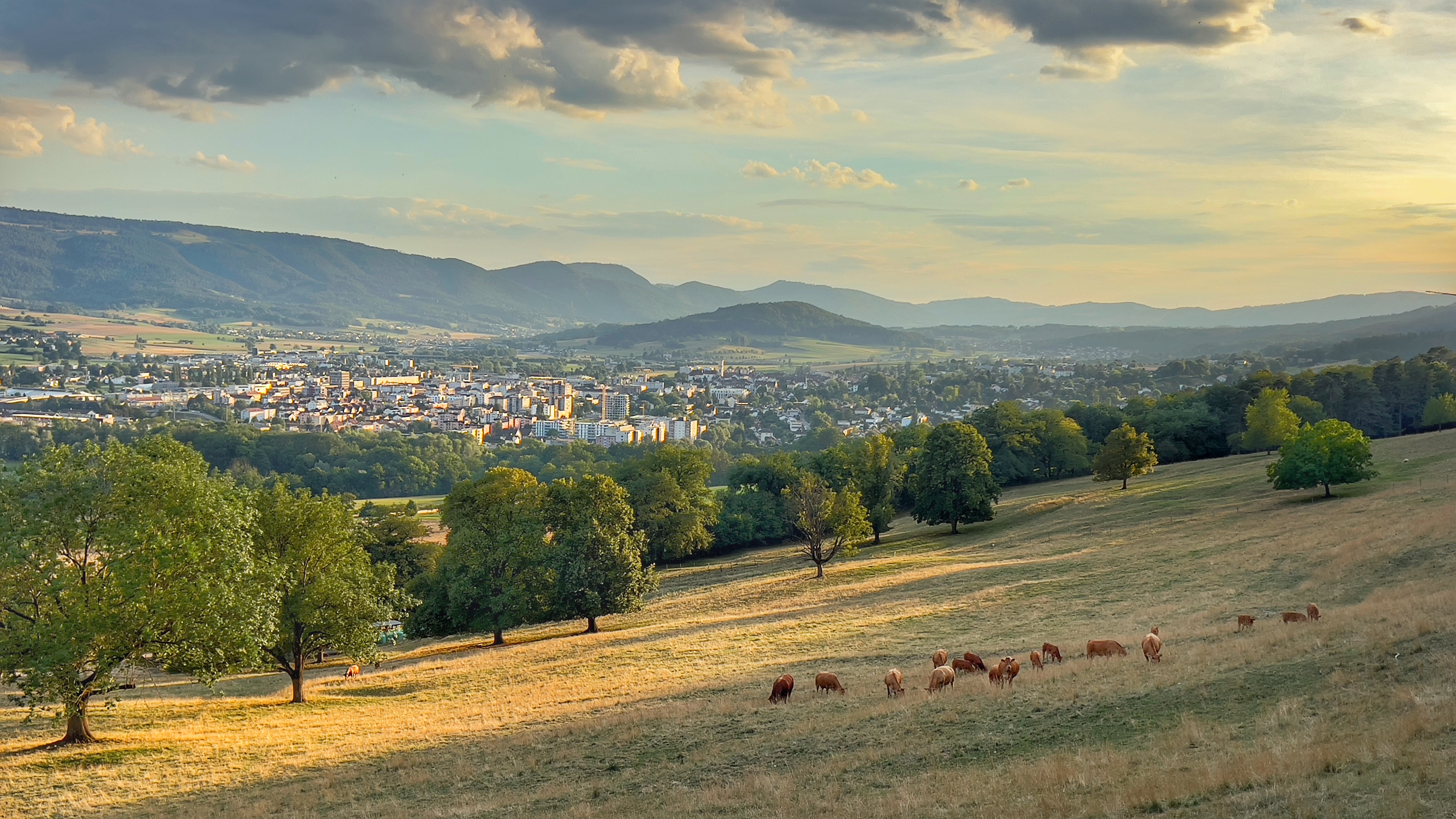
Delsberg im Delsberger Becken aus nordöstlicher Richtung gesehen

Delsberg liegt auf 413 m ü. M., 28 km südwestlich von Basel (Luftlinie), etwa auf halbem Weg zwischen Basel und Biel/Bienne. Die Stadt erstreckt sich beidseits der Sorne, kurz vor deren Mündung in die Birs am Nordrand des Delsberger Beckens, einer breiten Senke im nördlichen Jura.

### Gemeindegebiet
Die Fläche des 22,03 km² grossen Gemeindegebiets umfasst einen Abschnitt im Zentralteil der landwirtschaftlich intensiv genutzten Ebene des Delsberger Beckens. Der südliche Gemeindeteil schliesst die flachen Niederungen an der Sorne und der Birs ein und reicht ganz im Süden an den Hang des Montchaibeux, eines isolierten Hügels im Becken. Nach Norden erstreckt sich das Gebiet auf die Antiklinale der Les-Rangiers-Kette und erreicht im Plain de la Chaive (930 m ü. M.) den höchsten Punkt Delsbergs. Die Nordgrenze bildet das Tal des Mettembert-Baches, der bei Soyhières in die Birs mündet. Die östliche Grenze verläuft meist entlang der Birs. Diese durchbricht die Antiklinale der Les-Rangiers-Kette nordöstlich von Delsberg in einem typischen Juraquertal, der Klus von Vorbourg, von der die westliche Talflanke noch zum Gemeindegebiet gehört. Im Jahr 1997 entfielen von der Gemeindefläche 18 % auf Siedlungen, 43 % auf Wald und Gehölze, 38 % auf Landwirtschaft, und etwas weniger als 1 % war unproduktives Land.
Zu Delsberg gehören die Siedlung Les Rondez (415 m ü. M.) zwischen Sorne und Birs, der Weiler Vorbourg (521 m ü. M.) an der westlichen Talflanke der gleichnamigen Klus sowie zahlreiche Einzelhöfe.

### Nachbargemeinden
Nachbargemeinden von Delsberg sind Develier, Courtételle, Rossemaison, Courrendlin, Courroux, Soyhières, Mettembert und Bourrignon.

### Klima
Für die Normalperiode 1991–2020 betrug die Jahresmitteltemperatur 9,6 °C, wobei im Januar mit 0,9 °C die kältesten und im Juli mit 18,7 °C die wärmsten Monatsmitteltemperaturen gemessen wurden. Im Mittel sind hier rund 93 Frosttage und 14 Eistage zu erwarten. Sommertage gibt es im Jahresmittel rund 51, während im Schnitt 11 Hitzetage zu verzeichnen sind. Die Messstation von MeteoSchweiz liegt auf einer Höhe von 439 m ü. M.
|                        | Jan  | Feb  | Mär  | Apr  | Mai  | Jun  | Jul  | Aug  | Sep  | Okt  | Nov  | Dez  |   |       |
| Mittl. Temperatur (°C) | 0,9  | 1,9  | 5,4  | 9,1  | 13,2 | 16,9 | 18,7 | 18,2 | 14,1 | 10,0 | 4,8  | 1,7  | ⌀ | 9,6   |
| Mittl. Tagesmax. (°C)  | 4,5  | 6,7  | 11,2 | 15,1 | 19,0 | 22,8 | 24,9 | 24,6 | 20,0 | 15,2 | 8,8  | 5,1  | ⌀ | 14,9  |
| Mittl. Tagesmin. (°C)  | −2,4 | −2,1 | 0,4  | 3,2  | 7,5  | 11,1 | 12,6 | 12,5 | 9,2  | 6,0  | 1,6  | −1,5 | ⌀ | 4,9   |
|                        |      |      |      |      |      |      |      |      |      |      |      |      |   |       |
| Niederschlag (mm)      | 52   | 50   | 52   | 65   | 93   | 91   | 94   | 96   | 72   | 73   | 69   | 68   | Σ | 875   |
|                        |      |      |      |      |      |      |      |      |      |      |      |      |   |       |
| Regentage (d)          | 10,0 | 9,3  | 9,1  | 9,4  | 12,4 | 11,1 | 10,7 | 10,4 | 8,8  | 10,7 | 10,4 | 11,1 | Σ | 123,4 |
|                        |      |      |      |      |      |      |      |      |      |      |      |      |   |       |
| Luftfeuchtigkeit (%)   | 86   | 81   | 75   | 72   | 75   | 74   | 72   | 74   | 79   | 84   | 87   | 87   | ⌀ | 78,8  |

| −2,4 |

| −2,1 |

| 0,4 |

| 3,2 |

| 7,5 |

| 11,1 |

| 12,6 |

| 12,5 |

| 9,2 |

| 6,0 |

| 1,6 |

| −1,5 |

| −2,4 |

| −2,1 |

| 0,4 |

| 3,2 |

| 7,5 |

| 11,1 |

| 12,6 |

| 12,5 |

| 9,2 |

| 6,0 |

| 1,6 |

| −1,5 |

## Bevölkerung
| Einwohnerentwicklung | Einwohnerentwicklung | Einwohnerentwicklung | Einwohnerentwicklung | Einwohnerentwicklung | Einwohnerentwicklung | Einwohnerentwicklung | Einwohnerentwicklung | Einwohnerentwicklung | Einwohnerentwicklung | Einwohnerentwicklung | Einwohnerentwicklung | Einwohnerentwicklung | Einwohnerentwicklung | Einwohnerentwicklung |
| Jahr                 | 1770                 | 1850                 | 1880                 | 1900                 | 1910                 | 1930                 | 1950                 | 1960                 | 1970                 | 1980                 | 1990                 | 2000                 | 2010                 | 2023                 |
| -------------------- | -------------------- | -------------------- | -------------------- | -------------------- | -------------------- | -------------------- | -------------------- | -------------------- | -------------------- | -------------------- | -------------------- | -------------------- | -------------------- | -------------------- |
| Einwohner            | 921                  | 1'650                | 2'793                | 5'053                | 6'161                | 6'393                | 7'504                | 9'542                | 11'797               | 11'682               | 11'548               | 11'353               | 11'590               | 12'739               |

Mit 12'739 Einwohnern (Stand 31. Dezember 2023) ist Delsberg bevölkerungsmässig die grösste Gemeinde des Kantons Jura. Von den Bewohnern sind 84,3 % französischsprachig, 4,0 % italienischsprachig und 3,1 % deutschsprachig (Stand 2000). Im Jahr 2000 waren 70 % der Bevölkerung katholischen Glaubens, 13 % reformiert, während der Rest entweder konfessionslos war oder anderen Glaubensrichtungen angehörte.

## Wirtschaft
Bereits 1770 wies Delsberg trotz der geringen Bevölkerungszahl eine städtisch geprägte Erwerbsstruktur auf. Damals waren noch rund 25 % der erwerbstätigen Einwohner in der Landwirtschaft beschäftigt, etwa 50 % im Handwerk (hauptsächlich Holz- und Eisenhandwerk, Textilberufe, Lederverarbeitung, Müller, Bäcker, Metzger), und die restlichen 25 % verdienten sich ihren Lebensunterhalt durch Handel oder andere selbständige Berufe.
In der ersten Hälfte des 19. Jahrhunderts setzte die Industrialisierung ein. Zu Beginn war vor allem die Eisenverarbeitung von Bedeutung, 1838 wurden von der Schmiedegesellschaft von Bellefontaine (Saint-Ursanne) ein Hochofen und eine Giesserei gegründet. Gegen Ende des 19. Jahrhunderts fassten auch die Uhrenindustrie, die Herstellung von Uhrengehäusen, der Maschinenbau sowie Zigarren- und Zementfabriken Fuss in Delsberg.
Heute ist Delsberg ein regionales Wirtschaftszentrum, das zentralörtliche Funktionen für den gesamten Kanton Jura und die angrenzenden Gebiete des Berner Juras wahrnimmt. Zu den wichtigsten Arbeitgebern im sekundären Sektor gehören Betriebe der Maschinen- und Metallindustrie, der Messer- und Uhrenbranche (Wenger), der Elektronik, der Textilindustrie und des Baugewerbes. Daneben befinden sich die Kantons- und Bezirksverwaltungen in der Stadt. Zahlreiche weitere Arbeitsplätze gibt es im Banken- und Versicherungswesen sowie in sozialen und medizinischen Institutionen (Regionalspital).

## Gesundheitswesen
Die Stadt verfügt über ein öffentliches Spital mit 24-Stunden-Notfallversorgung. Es gehört zum Klinikverbund des Hôpital du Jura.

## Kultur, Bildung und Sport
Seit 1909 beherbergt Delsberg das Museum für jurassische Kunst und Geschichte (Musée Jurassien d’Art et d’Histoire). Dort ist eine Sammlung der Geschichte des Juras von den Römern und Merowingern bis in die jüngere Vergangenheit ausgestellt. Einzigartig ist ein Krummstab aus dem 7. Jahrhundert, eine Goldschmiedearbeit süddeutscher Herkunft.
Ferner gibt es zwei Gemeindebibliotheken, eine Ludothek, die jurassische Musikschule und ein regionales Kulturzentrum. Delsberg ist auch ein Bildungszentrum mit einer höheren Handelsschule (1911 eröffnet) und einer gewerblichen Berufsschule sowie der Kantonsschule.
Der Ort hat mit rund 200 offiziellen Vereinen (d. h. ein Verein auf ca. 56 Einwohner) schweizweit die höchste Vereinsdichte. Das Sportzentrum La Blancherie wurde 1986 eingeweiht. Es wird von zahlreichen Sportvereinen genutzt.

## Verkehr

### Strassenverkehr
Die Stadt liegt am Knotenpunkt der Hauptstrassen von Basel nach Biel und nach La Chaux-de-Fonds. 1998 wurde mit der Strecke Delsberg–Pruntrut das erste Teilstück der Autobahn A16 auf jurassischem Boden eröffnet. 2005 folgten die Umfahrungen von Delsberg und Pruntrut. Die A16 ist seit 2017 sowohl mit dem Schweizer Nationalstrassennetz als auch mit dem französischen Autobahnnetz verbunden.

### Bahnverkehr
Am 25. September 1875 erhielt Delsberg mit der Strecke Basel–Delsberg, der Jurabahn, den Anschluss an das Eisenbahnnetz. Die Fortsetzung nach Moutier wurde am 16. Dezember 1876 eingeweiht, nachdem am 15. Oktober 1876 bereits die Strecke Delsberg–Glovelier eröffnet worden war. Durch die Linie S3 der S-Bahn Basel (Basel SBB–Pruntrut) ist die Stadt mit dem Grossraum Basel verbunden. Alle Züge auf der Bahnlinie Basel–Biel müssen im Bahnhof Delsberg die Fahrtrichtung wechseln. Weiter verkehren direkte RE-Züge nach Meroux TGV (Belfort Montbéliard TGV) mit Anschluss an die TGV nach Paris.
Während des Zweiten Weltkrieges wurden die Bahnhöfe von Delsberg, Bassecourt und Courrendlin von den Alliierten mehrmals bombardiert. Dabei starben mehrere Bahnangestellte.

### Buslinien
Für die Feinverteilung im öffentlichen Verkehr sorgt ein Busnetz zu den umliegenden Gemeinden: nach Moutier, Lucelle, Pleigne, Roggenburg, Soyhières, Châtillon und ins Val Terbi (Montsevelier).

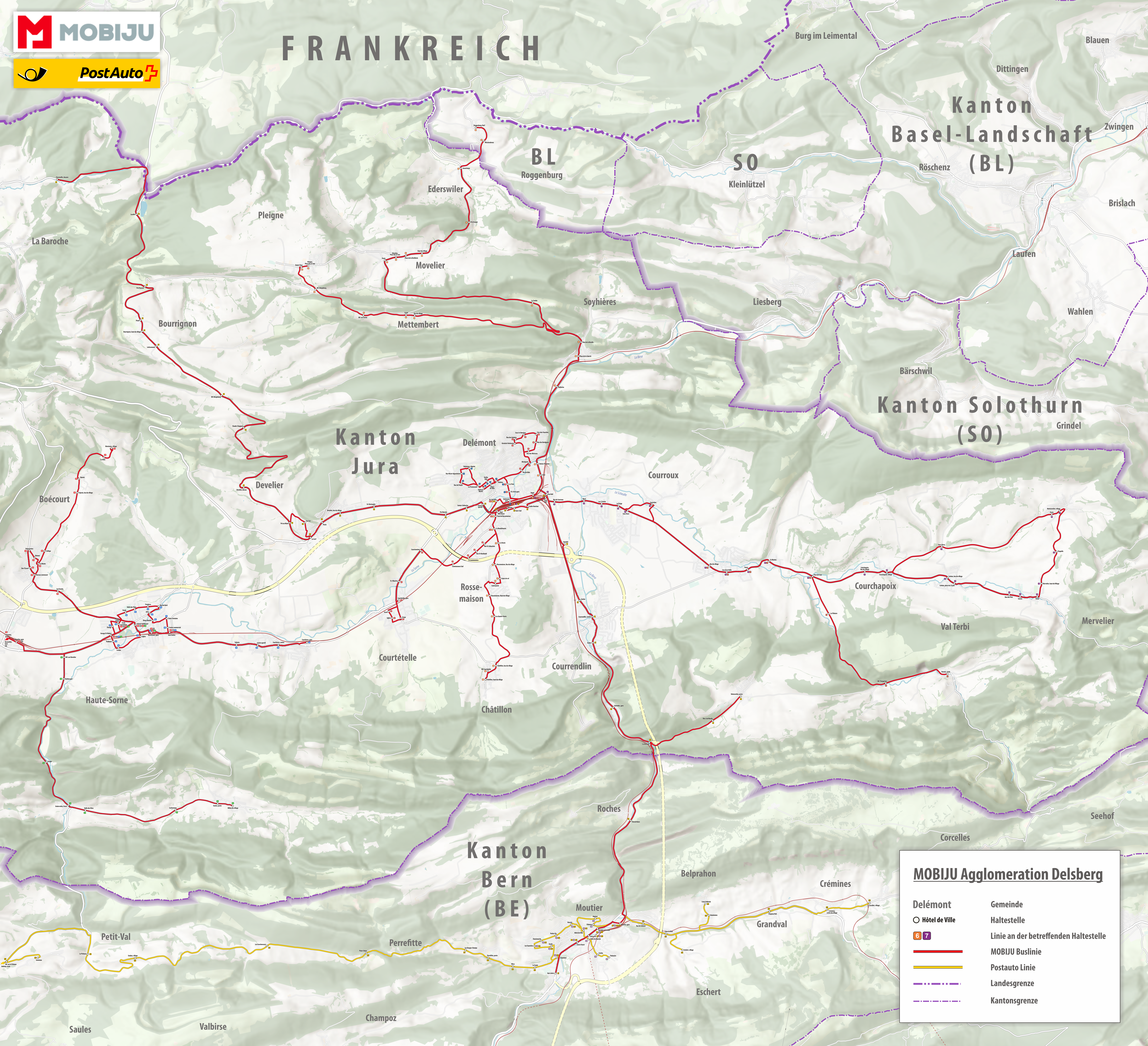
Liniennetzplan MOBIJU Agglomeration Delémont

| Linie | Strecke                                                                   | Haltestellen |
| ----- | ------------------------------------------------------------------------- | ------------ |
| 1     | Delémont, gare – Delémont, Hôpital                                        | 12           |
| 2     | Delémont, Cras-des-Fourches – Courtételle, gare                           | 24           |
| 6     | Roggenburg, Dorf – Pleigne, place du 23 Juin – Châtillon, haut du village | 34           |
| 7     | Delémont, gare – Montsevelier, poste                                      | 26           |
| 8     | Charmoille, douane – Rebeuvelier, poste – Moutier, Aux Laives             | 37           |
| 11    | Vicques, bas du village – Vermes, école                                   | 8            |

## Politik
- CS-POP/Grüne: 7
- SP: 15
- CSP: 7
- CVP: 6
- FDP/GLP: 4
- SVP: 2

### Legislative
Die nachfolgende Tabelle zeigt die Sitzverteilungen im Delsberger Stadtparlament (conseil de ville) seit 2008.
| Partei           | 2008 | 2012 | 2018 | 2022 |
| ---------------- | ---- | ---- | ---- | ---- |
| SP               | 11   | 12   | 14   | 15   |
| CSP              | 5    | 6    | 6    | 7    |
| CS-POP und Grüne | 8    | 6    | 8    | 7    |
| CVP              | 10   | 12   | 8    | 6    |
| FDP              | 5    | 3    | 4    | 4 a  |
| SVP              | 2    | 2 b  | 1    | 2    |

### Nationale Wahlen
Anlässlich der Nationalratswahlen 2023 betrugen die Stimmenanteile der Parteien in Delsberg: SP 36,4 %, Die Mitte 19,8 %, Grüne 17,6 %, SVP 12,5 %, FDP 8,0 %, glp 2,9 %, EVP 1,4 %.

## Geschichte

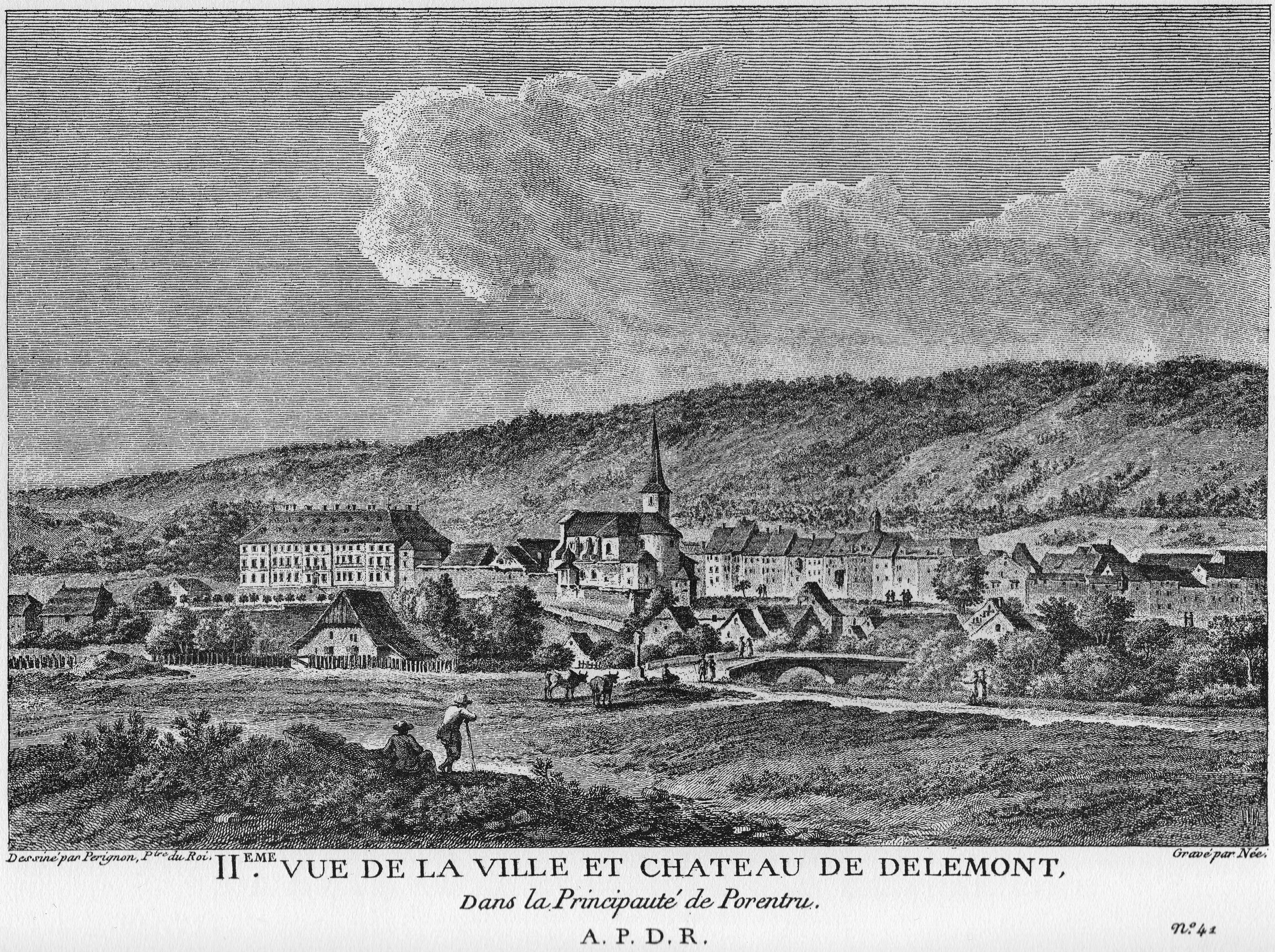
Ansicht von Stadt und Schloss Delsberg um 1780

Luftbild von Walter Mittelholzer (1919)

Place de la Liberté mit Hôtel de Ville und Figurenbrunnen Fontaine de la Vierge, 1911

Schon in der Bronzezeit war das Gemeindegebiet von Delsberg besiedelt; Zeugen dieser Zeit sind 15 Urnengräber. Spuren einer eisenzeitlichen und einer gallorömischen Siedlung sind ebenfalls erhalten. Delsberg wird im Jahr 737 erstmals als in figo Delemonze erwähnt (‹im Dorf Delemonz›). 1131 erscheint auch der deutsche Name Telsperc. Weitere Namenvarianten sind Laimunt (1181) und Deleymunt (1225). Der Ortsname ist eine Verbindung des germanischen Namens Tallo oder Tello mit dem lateinischen Wort mons ‹Berg›, wobei die Morphosyntax (die Art der Wortverbindung) deutsch beeinflusst ist.
Seit dem 7. Jahrhundert gehörte das Gebiet zum Grundbesitz der elsässischen Herzöge. Im 12. Jahrhundert war der Ort Teil der Herrschaft Pfirt, die 1271 durch Kauf an den Bischof von Basel ging. Schon damals war das auf einem Geländevorsprung über der Sorne liegende Delsberg befestigt. Es bekam durch einen Freibrief des Bischofs Peter Reich von Reichenstein am 6. Januar 1289 das Stadtrecht. Damit wurde der Grundstein für die wirtschaftliche Entwicklung des Städtchens gelegt. Es war von 1289 bis 1793 Hauptort der Herrschaft Delsberg und schloss 1407 einen Burgrechtsvertrag mit der Stadt Basel ab. Während Jahrhunderten war Delsberg Sommerresidenz der Basler Fürstbischöfe. Im Geist der Gegenreformation wurden in Delsberg ein Kapuzinerkloster und ein Ursulinerinnenkloster gegründet, die beide 1793 aufgehoben wurden. Mitglieder der Familie de Grandvillers hielten immer wieder verschiedene wichtige Posten in der Stadtverwaltung.
Nach der Eroberung durch französische Truppen 1793 wurde Delsberg Hauptort eines Bezirks des Département du Mont-Terrible; dieses wurde 1800 in das Département Haut-Rhin eingegliedert. Durch den Entscheid des Wiener Kongresses kam das Städtchen 1815 an den Kanton Bern und übernahm die Funktion als Hauptort des Distrikts (bis 1831 noch Oberamt) Delsberg. Der Kanton Bern konnte sich mit dem neuen Teil nie wirklich «anfreunden», da sich dieser sowohl sprachlich als auch konfessionell vom übrigen Kanton unterschied.
Mit der Industrialisierung nahm die deutschsprachige Stadtbevölkerung stark zu und erreichte 1880 einen Anteil von fast 40 %. Delsberg wurde vorübergehend zweisprachig. Die Arbeiter organisierten sich und 1905 bis 1914 war Charles Wolf der erste sozialdemokratische Grossrat der Stadt und der zweite Vertreter der Partei im Grossen Rat des Jura. Dem Generalstreik 1918 schlossen sich laut La Sentinelle rund 700 Arbeiter an, wovon fast 400 Eisenbahner waren, wie der in Delsberg erscheinende Le Démocrate berichtete. Ab 1920 setzte eine kontinuierliche Abwanderung oder Assimilation der deutschsprachigen Einwohner ein.
1947 wurde dem aus dem französischsprechenden Kantonsteil stammenden Regierungsrat Georges Moeckli die Übernahme der Erziehungsdirektion verweigert. Nach diesem Affront entwickelte sich die Stadt zum Zentrum der separatistischen Strömungen im Jura. Seit 1948 wird alljährlich das Fest des jurassischen Volkes (Fête du peuple jurassien) abgehalten. In den Volksabstimmungen von 1959 und 1974 votierten die Bewohner jeweils mit grossem Mehr für die Schaffung des Kantons Jura. Zwischen 1976 und 1978 war Delsberg Versammlungsort für den Entwurf der Verfassung des zukünftigen Kantons. Dabei wurde die Stadt zum Hauptort des am 1. Januar 1979 gegründeten Kantons gewählt.

## Stadtentwicklung
Das bereits zu Beginn des 14. Jahrhunderts befestigte Städtchen hatte einen fast quadratischen Grundriss mit zwei Längs- und drei Quergassen. Delsberg war von einer Stadtmauer mit vier Toren umgeben: Porte Monsieur (oder de Porrentruy), Porte au Loup, Porte des Moulins und Porte des Prés (oder de Bâle). Das bischöfliche Schloss wurde im 14. Jahrhundert in der Südwestecke der Stadt errichtet, während die Nordostecke durch einen grossen Rundturm geschützt wurde.
Bis nach 1800 gab es nur wenige Bauten ausserhalb der Stadtmauer. Danach entwickelte sich das Quartier unterhalb der Altstadt, und mit dem Bau des Bahnhofs (1875) entstand hier ein neuer Siedlungsschwerpunkt. Die Industrie siedelte sich hauptsächlich südlich des Bahnhofs und in Les Rondez östlich der Stadt an. Im Nahbereich der Altstadt wurden Ende des 19. Jahrhunderts zahlreiche Fabrikantenvillen, Mietshäuser und Arbeiterwohnungen errichtet.

## Sehenswürdigkeiten
Delsbergs Altstadt hat immer noch den mittelalterlichen Grundriss mit gut erhaltenem Stadtbild. Zwei Stadttore, die Porte au Loup (heutiger Bau von 1775) und das Pruntruter Tor (Porte de Porrentruy 1756–1759), sind erhalten. Ebenso bestehen noch Teile der ehemaligen Stadtmauer mit der Tour des Archives (ehemaliger Rundturm Franche Courtine aus dem 13. Jahrhundert). Die Plätze der Altstadt werden durch fünf monumentale Figurenbrunnen aus dem 16. Jahrhundert im Stil der Renaissance geschmückt, zwei davon geschaffen von Hans Michel.
Die katholische Kirche Saint-Marcel wurde 1762–1767 erbaut und weist eine Mischung von Stilelementen aus Barock und Klassizismus auf. Weitere barocke Baudenkmäler aus der Zeit der Fürstbischöfe sind das Hôtel de Ville (Stadthaus, 1742–1745 erbaut) mit reich verzierten Stuckdecken in den verschiedenen Sälen, die Châtellenie (ehemalige Vogtei, 1717 umgebaut und heute Gerichtsgebäude) und das bischöfliche Palais (1716–1721). Die spätgotische Kapelle Saint-Michel stammt aus dem 17. Jahrhundert.
Westlich der Stadt befindet sich am Südhang der Les-Rangiers-Kette das Schloss Domont, eine spätgotische Anlage mit Treppenturm, die 1560 erbaut wurde und heute als Restaurant dient. Auf dem Felskamm an der westlichen Talflanke der Birsklus sind die Ruinen der frühmittelalterlichen Vorbourg erhalten. Daneben steht die Chapelle Notre-Dame du Vorbourg, die ehemalige Hauskapelle des unteren Schlosses, 1049 geweiht und später mehrmals erneuert; der Hauptaltar mit der Madonna aus dem 16. Jahrhundert ist das Ziel von Marien-Wallfahrten.
Die ehemalige Kapuzinerkapelle Chapelle de Montcroix nordöstlich der Altstadt wurde 1950 im Stil der Kirche Notre-Dame in Le Raincy bei Paris (1922–1923) von der jurassischen Architektin Jeanne Bueche erbaut und ist eine Sichtbetonkirche mit Betonglasfenstern; das Wandgemälde im Chor stammt von Albert Schnyder.
Beim Bahnhof Delsberg steht die historische Lokremise Rotonde de Delémont.
Delsberg ist Träger des Wakkerpreises 2006. Der Schweizer Heimatschutz ehrte die Stadt damit «für die Wiederaufwertung des öffentlichen Raumes im Zentrum durch Renovationen und die Einführung einer Tempo-30-Zone».

## Persönlichkeiten
- Antoine-Joseph Buchwalder (1792–1883), Vermessungsingenieur und Politiker
- Arnold Geissbühler (1897–1993), Bildhauer
- Marguerite Gobat (1870–1937), Journalistin, Frauenrechtlerin, Pädagogin und Pazifistin
- Albert Schnyder (1898–1989), Maler und Grafiker; Ehrenbürger von Delsberg
- Louis Vautrey (1829–1886), Geistlicher und Historiker
- Meret Oppenheim (1913–1985), Künstlerin
- Jean-Pierre Chatelain (1916–1995), Jurist und Politiker (FDP)
- Paul Moritz (1923–2010), Politiker und Richter
- Alice Heinzelmann (1925–1999), Schriftstellerin
- Henri L. Le Roy (1926–2015), Biometriker und Populationsgenetiker an der ETH Zürich
- André Jobin (1927–2024), schweizerisch-französischer Comic-Szenarist
- André Brahier (1931–1985), Architekt, Maler, Plastiker, Entwicklungshelfer und bedeutender Akteur des Kulturlebens im Kanton Jura
- Gérard Daucourt (* 1941), römisch-katholischer Geistlicher, Bischof von Troyes (1992–1998), Orléans (1998–2002) und Nanterre (2002–2013)
- Vincent Mangeat (1941–2025), Architekt und Hochschullehrer
- Rose-Marie Pagnard (* 1943), Schriftstellerin
- Jean-Pierre Le Roy (* 1953), Schauspieler und Dipl. Kulturmanager
- Martine Docourt (* 1979), Politikerin
- Camille Dias (* 1996), schweizerisch-portugiesische Skirennfahrerin

## Bildergalerie

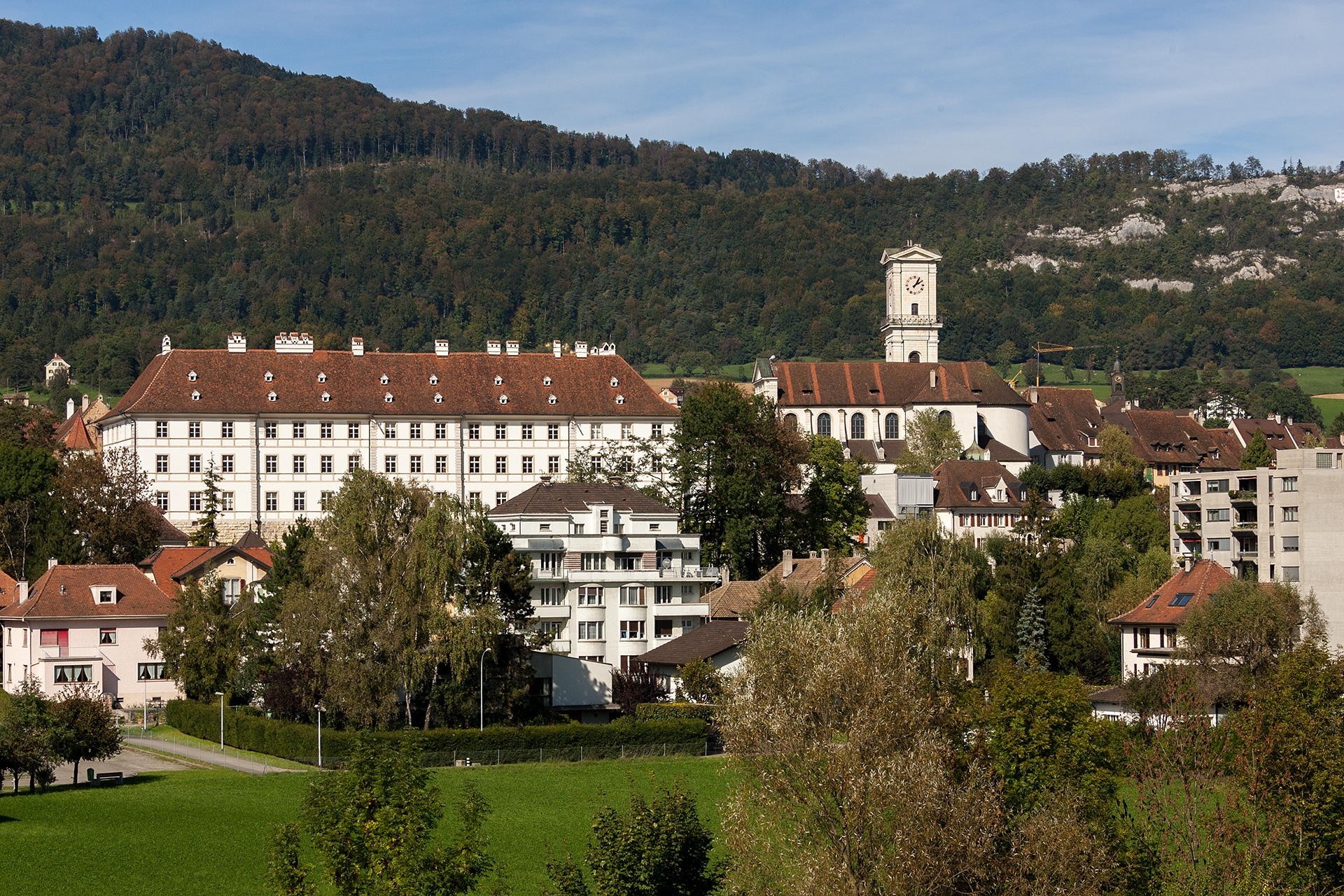
Schloss und Kirche Saint-Michel
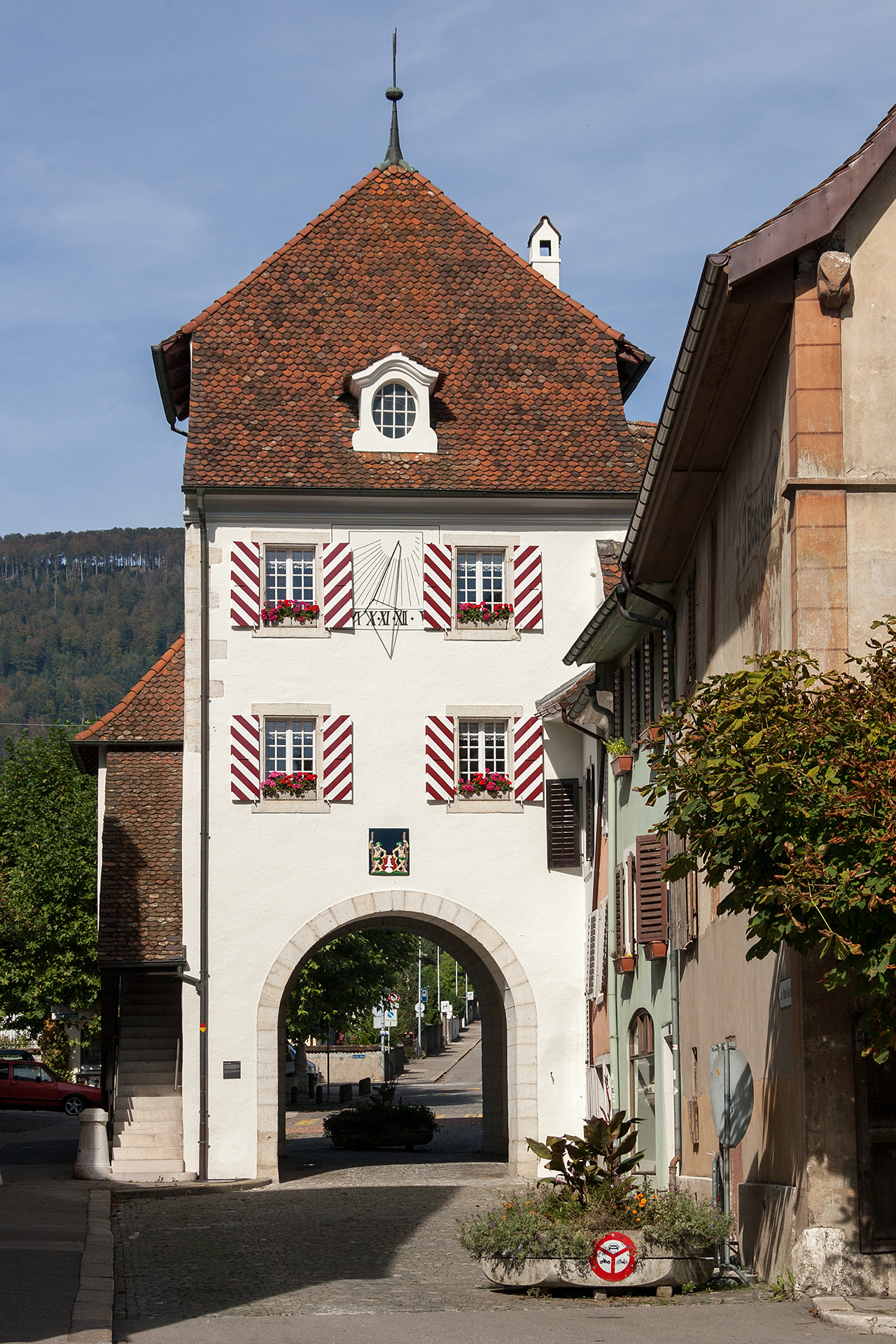
Porte au Loup
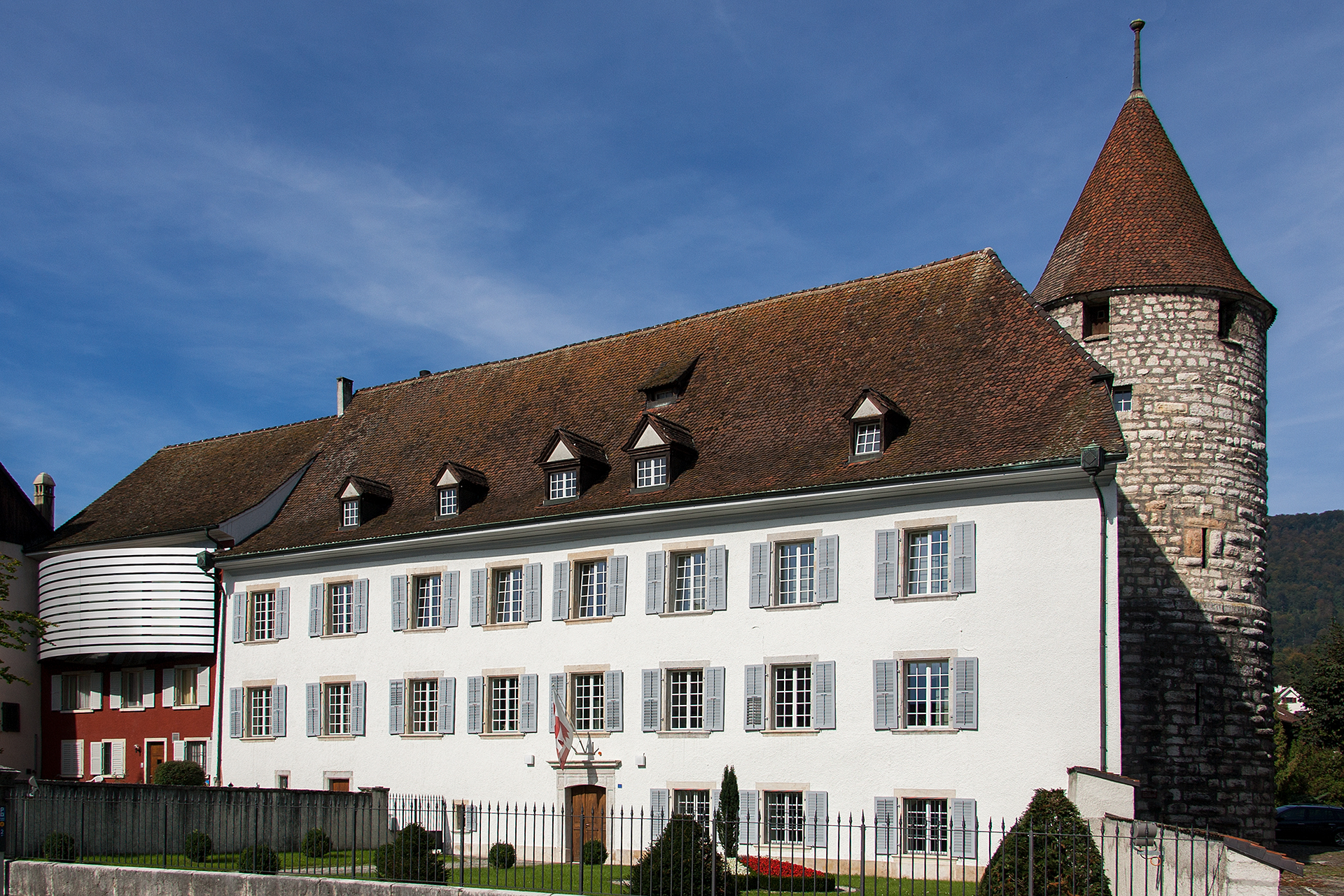
Hôtel de Parlement
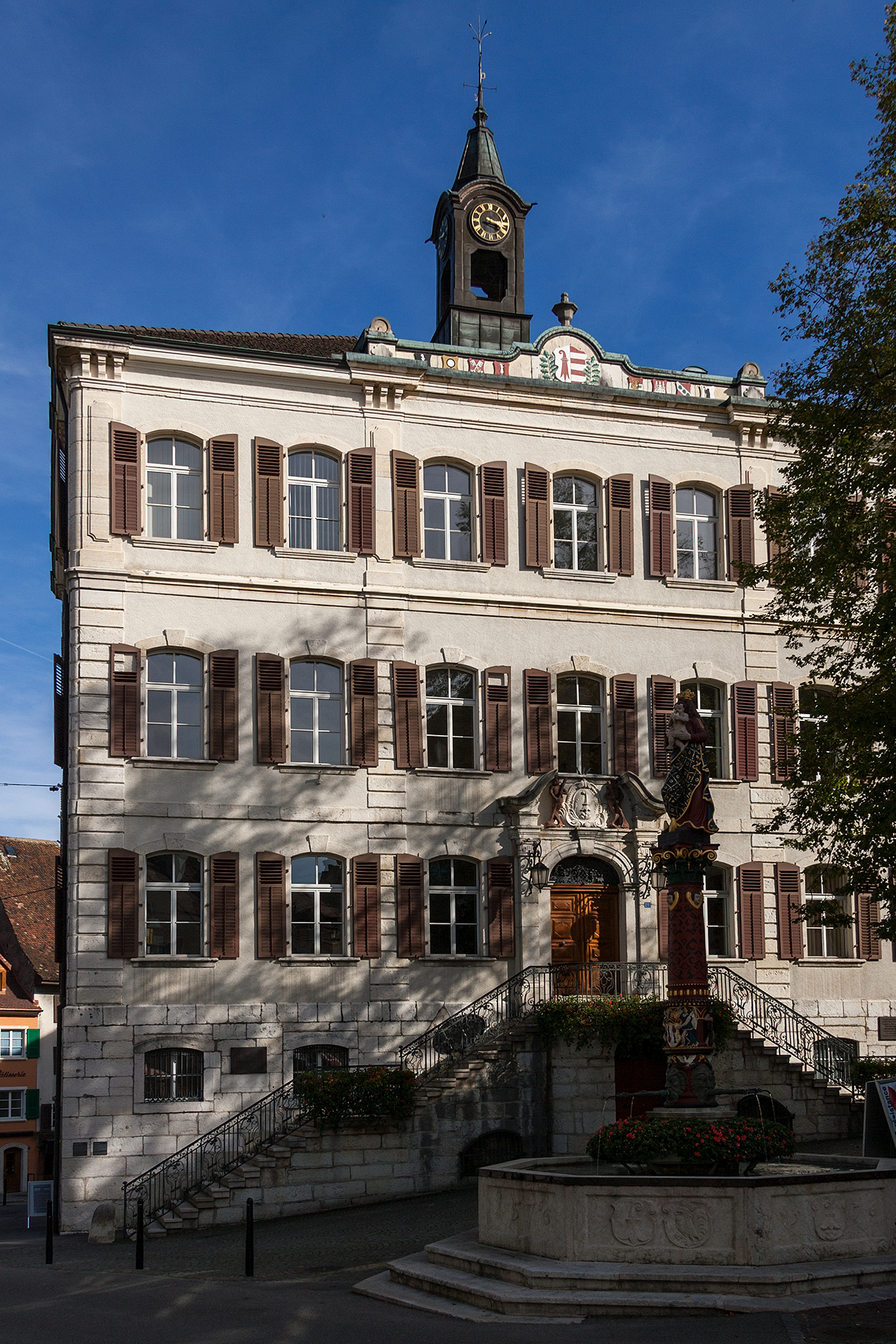
Hôtel de Ville (Rathaus)
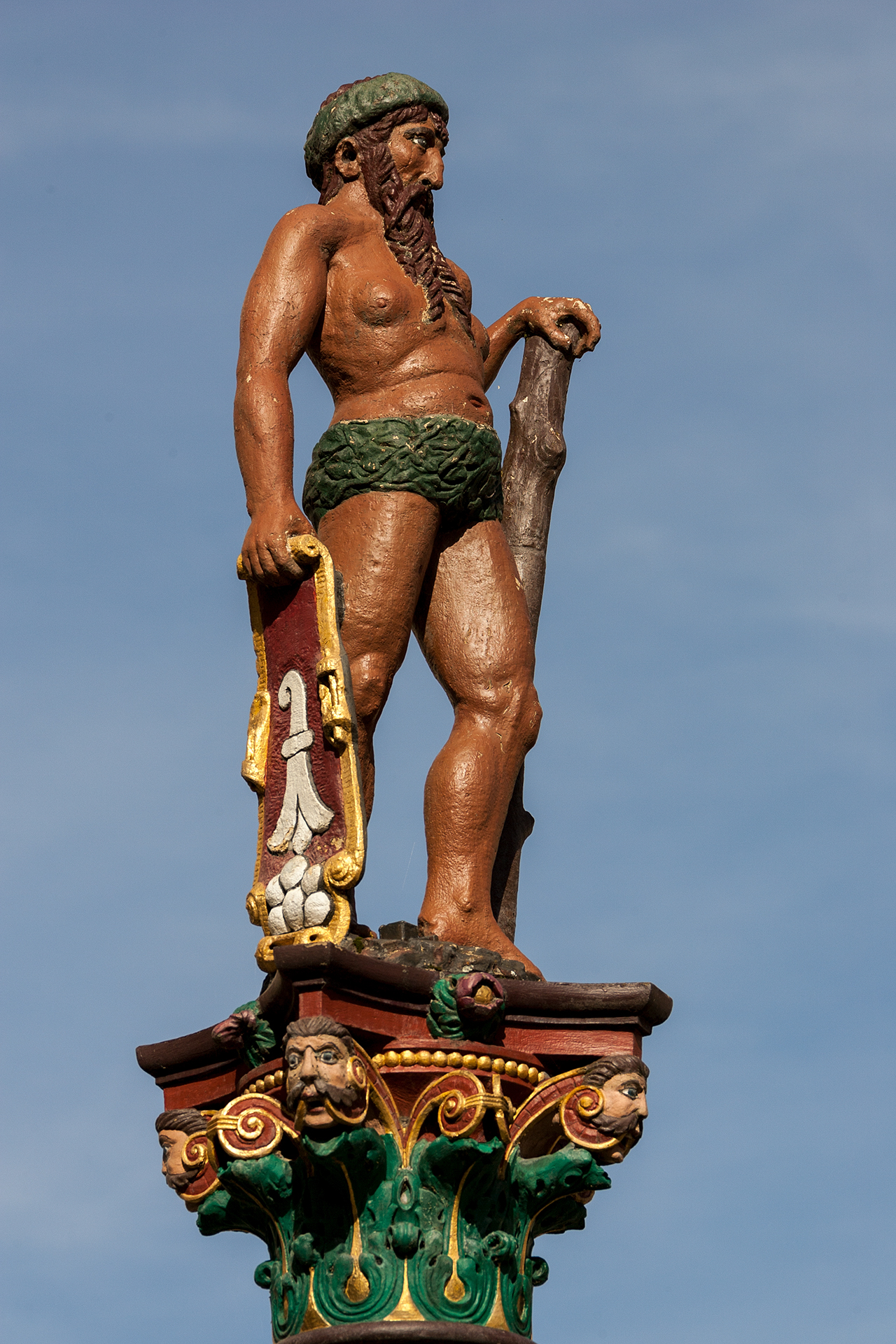
Fontaine du Sauvage (Brunnen des Wilden)
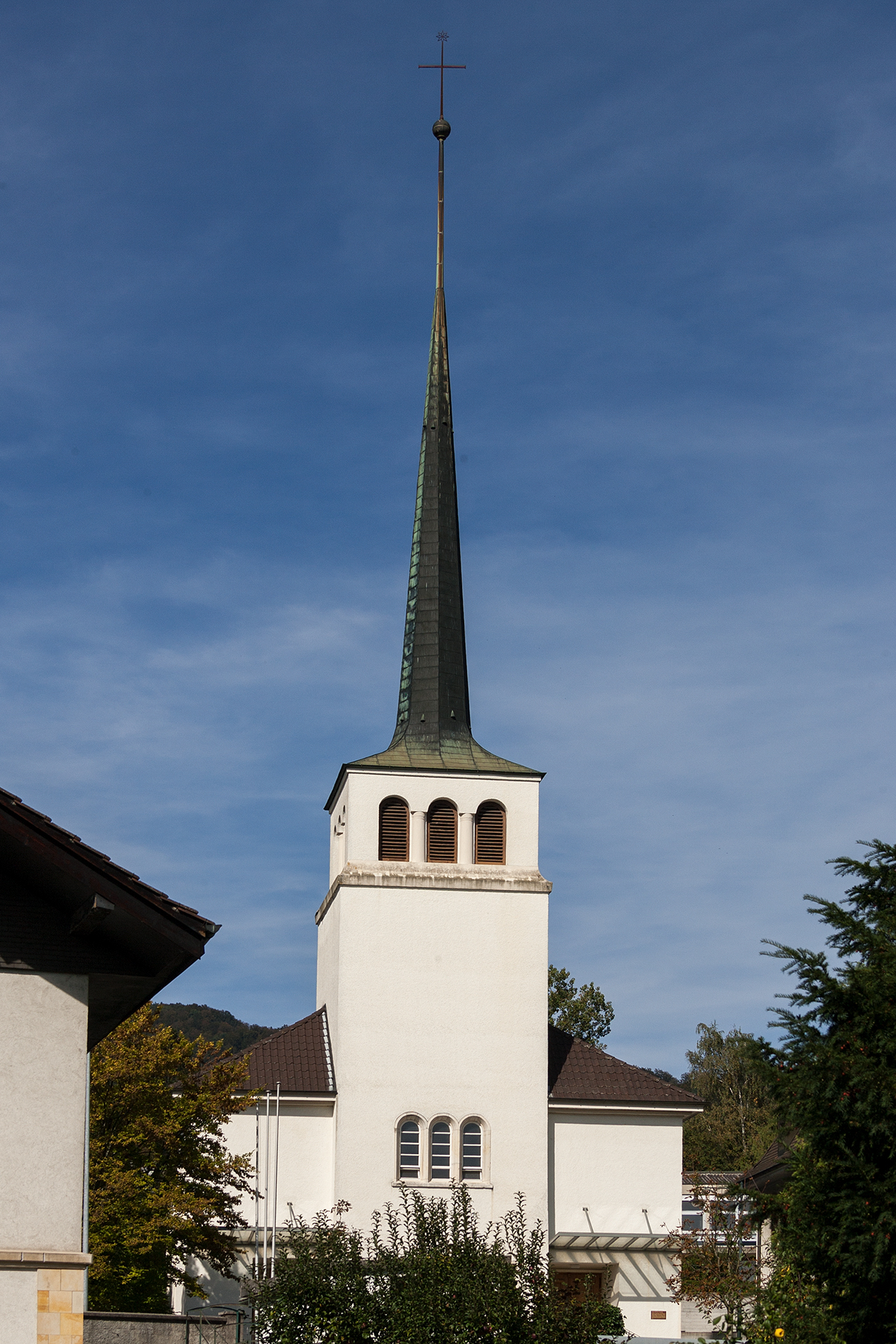
Reformierte Kirche
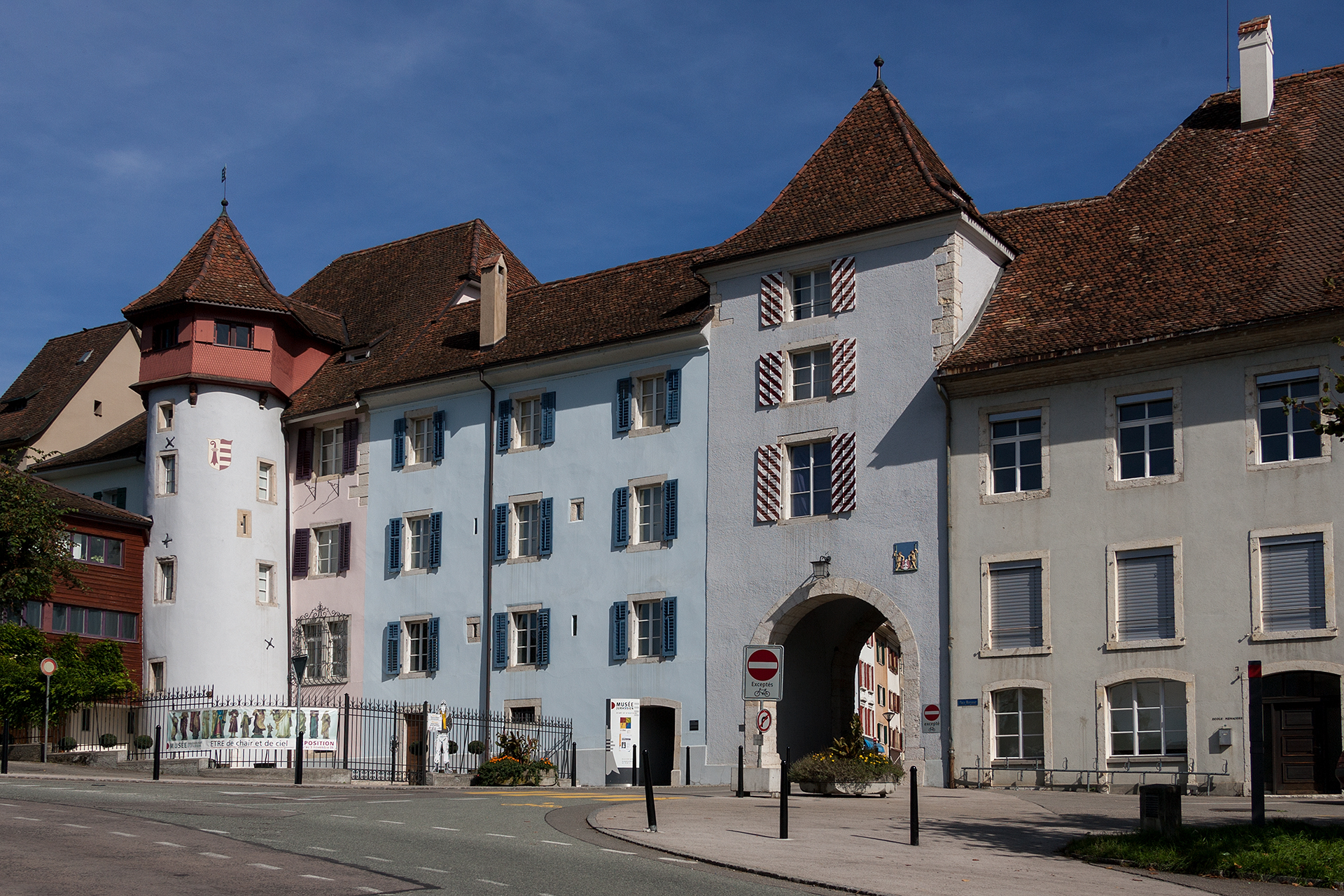
Porte de Porrentruy (Pruntruter Tor)
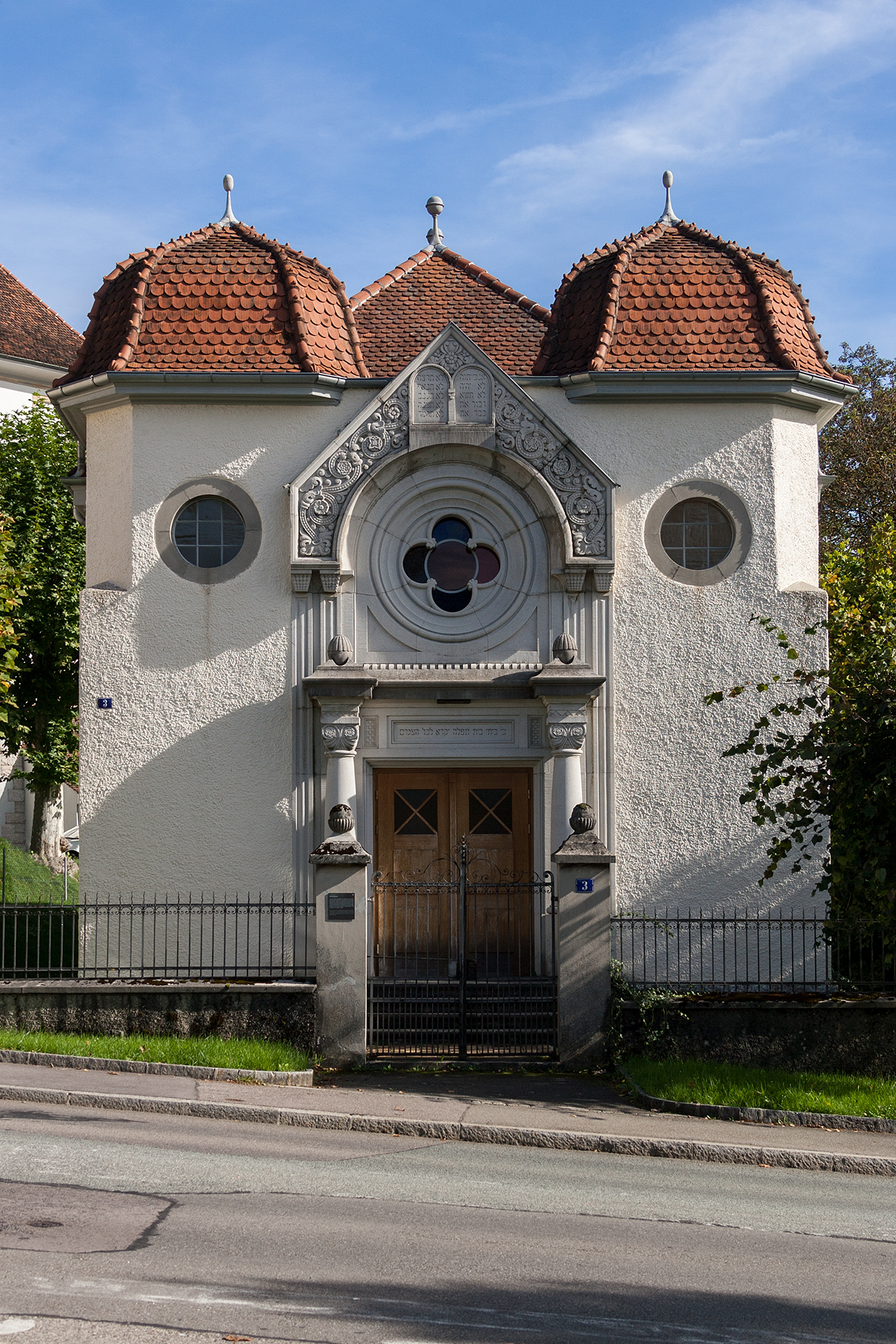
Synagoge

## Städtepartnerschaften
Delsberg pflegt eine Partnerschaft mit der Stadt Belfort in der französischen Franche-Comté.